# Heimdallarchaeum
„Candidatus Heimdallarchaeum“ ist eine Kandidaten-Gattung in der Domäne der Archaeen innerhalb des Reichs Promethearchaeati (Asgard-Archaeen). 
Die Gattung ist (vorläufig) benannt nach dem Gott der nordischen Mythologie Heimdall, einem der Söhne Odins. Die Gattung mitsamt ihrer Familie, Ordnung und Klasse werden in der LPSN nicht als „pro-correct“ anerkannt (nur ein preferred name, Stand 7. Juni 2025), da bisher keine (Co-)Kultivierung und gültige Veröffentlichung eines Vertreters vorliegt.
Die (Kandidaten-)Gattung gilt mit der zugehörigen Klasse als enge Verwandte der Eukaryoten (Kernzeller).

## Forschungsgeschichte
Die ersten Vertreter der Klasse wurden von einem Team von Mikrobiologen der Universität Uppsala (Schweden) in den Meeressedimenten bei den Tiefsee-Hydrothermalquellen von Loki's Castle am Mittelatlantischen Rücken (Abschnitt Knipovich-Rücken), der Aarhusbucht (Dänemark) per Metagenomik identifiziert (siehe Heimdallarchaeia §Systematik).
Später folgten dann Anreicherungskulturen von zwei Arten der Gattung selbst, genommen vom hydrothermalen Schlotfeld Auka im Pescadero-Becken, Golf von Kalifornien (Mexiko).

### Verwandtschaft mit Eukaryoten
Nach einer früheren Studie gingen die Eukaryoten (Protisten, Pflanzen, Pilze, Tiere, …) aus der Klasse „Ca. Heimdallarchaeia“ hervor. 
Nach einer neueren Studie wurzeln die Vorfahren der Eukaryoten jedoch in einer Gruppe, die eine evolutionär ältere Schwesterklade der Heimdallarchaeia ist.

## Artenliste
Artenliste nach der List of Prokaryotic names with Standing in Nomenclature (LPSN):
Gattung „Candidatus Heimdallarchaeum“ Spang et al. 2019
- „Ca. Heimdallarchaeum aukensis“ Wu et al. 2022
  - Stamm PM71 – Fundort: Auka-Hydrothermalfeld im südlichen Pescadero-Becken,[9] Golf von Kalifornien (Mexiko)[6]
- „Ca. Heimdallarchaeum endolithica“ Wu et al. 2022
  - Stamm PR6 – Fundort: Auka-Hydrothermalfeld im südlichen Pescadero-Becken,[9] Golf von Kalifornien (Mexiko)[6]

## Etymologie
Die Gattung ist (wie die Familie, Ordnung und Klasse) benannt nach dem Gott der nordischen Mythologie Heimdall.
Die Namensherkunft der Artnamen ist wie folgt:
- Das Art-Epitheton von Ca. H. aukensis (neulateinisch aukensis ‚von Auka‘ oder ‚zu Auka gehörig‘) bezieht sich auf das hydrothermale Schlotfeld Auka im südlichen Pescadero-Becken aus dem der erste identifizierte Vertreter der Art stammt.
- Das Art-Epitheton von Ca. H. endolithica leitet sich ab von altgriechisch ἔνδον éndon, deutsch ‚innerhalb‘, ‚in/im‘, und λίθος lithos, deutsch ‚Stein‘ oder ‚Fels‘, was darauf hinweist, dass die ersten identifizierten Vertreter im Stein (Sediment) leben.

## Viren
Wu et al. berichteten über vermutliche (zirkuläre) dsDNA-Virussequenzen HeimV1 (30 kbp, Kilobasenpaare) und HeimV2 (44 kbp), beide in Ca. H. endolithica (Asgardviren). Ihre Analysen legen nahe, dass es sich um Vertreter der Virusklasse Caudoviricetes mit dem Morphotyp der Siphoviren handelt. Hinweise auf HeimV1 und HeimV2 gibt es auch aus dem 400 km nordwestlich des Pescadero-Beckens gelegenen Guaymas-Becken. HeimV1-verwandte Proviren finden sich auch in MAGs aus dem Golf von Mexiko. Weitere Untersuchungen sind jedoch nötig.